# Hui (Zhou-König)
König Hui von Zhou (chinesisch 周惠王, Pinyin Zhōu Huì Wáng), persönlicher Name Ji Lang, war der 17. König der chinesischen Zhou-Dynastie und 5. König der östlichen Zhou-Dynastie.
Er war der Nachfolger seines Vaters König Xi von Zhou.